# Michel Tognini
Michel Tognini (ur. 30 września 1949 w Vincennes) – francuski lotnik wojskowy, pilot doświadczalny i astronauta.

## Życiorys
Ukończył paryskie liceum i studia matematyczne w szkole wojskowej w Grenoble, później do 1973 uczył się w akademii sił powietrznych Ecole de l’air w Salon-de-Provence i został inżynierem, w 1974 uzyskał licencję pilota myśliwskiego, służył m.in. w Cambrai. W 1982 przechodził szkolenie w Empire Test Pilots School w Boscombe Down w W. Brytanii, 1993-1994 studiował w Institut des Hautes Etudes de Défense Nationale. Posiada stopień generała brygady francuskich sił powietrznych. Ma wylatane ponad 4300 godzin na 80 typach maszyn. 9 września 1985 został wybrany przez Europejską Agencję Kosmiczną kandydatem na astronautę, w sierpniu 1986 został przydzielony do zapasowej załogi misji Sojuz TM-7, a w listopadzie 1986 skierowany do Centrum Wyszkolenia Kosmonautów im. J. Gagarina w Gwiezdnym Miasteczku, później 1989-1990 obsługiwał program HERMES w Tuluzie. W 1991 wrócił do Gwiezdnego Miasteczka i został kosmonautą-badaczem misji Sojuz TM-15/Sojuz TM-14 na stację kosmiczną Mir mającej miejsce od 27 lipca do 8 sierpnia 1992, trwającej 13 dni, 18 godzin i 56 minut. Po misji wrócił do Francji i wstąpił na kurs Francuskiego Instytutu Studiów Wyższych Obrony Narodowej, następnie w 1995 rozpoczął szkolenie astronautyczne w Centrum Lotów Kosmicznych imienia Lyndona B. Johnsona. Od 23 do 28 lipca 1999 był specjalistą misji STS-93 trwającej 4 dni, 22 godziny i 49 minut. W listopadzie 1999 dołączył do Europejskiego Korpusu Astronautów w Europejskim Centrum Astronautycznym w Kolonii. 
1 maja 2003 opuścił grupę astronautów. Jest komandorem Legii Honorowej, kawalerem Narodowego Orderu Zasługi i kawalerem Orderu Przyjaźni Narodów.
Stowarzyszenie Uczestników Lotów Kosmicznych (Association of Space Explorers) przyznało mu Universal Astronaut Insignia za lot orbitalny (nr 275).